# Östra Torn-Mårtens Fälad
Östra Torn-Mårtens Fälad ist ein Stadtteil der südschwedischen Stadt Lund mit 8164 Einwohnern (2005).
Der Stadtteil hat eine Fläche von 3,12 km² und erstreckt sich vom Osten bis zum äußersten Nordosten der Stadt. Er wird nach Westen durch die Europastraße 22 zum Stadtteil Tuna abgegrenzt. Im Süden grenzt er an den Stadtteil Linero, im Nordwesten an den Stadtteil Norra Fäladen. In Östra Torn-Mårtens Fälad befindet sich die Lunder Niederlassung von Sony Ericsson. Des Weiteren gibt es eine Vor- und eine Grundschule.